# Ilaria Salvatori
Ilaria Salvatori, född den 5 februari 1979 i Frascati, Italien, är en italiensk fäktare som tog OS-guld i damernas lagtävling i florett i samband med de olympiska fäktningstävlingarna 2012 i London.>